# Tao Geoghegan Hart
Tao Geoghegan Hart (ur. 30 marca 1995 w Holloway) – brytyjski kolarz szosowy.

## Osiągnięcia
Opracowano na podstawie:

2013
- 3. miejsce w Paris–Roubaix Juniors
- 1. miejsce w Tour of Istria
- 1. miejsce w Giro della Lunigiana
  - 1. miejsce w klasyfikacji punktowej
  - 1. miejsce w klasyfikacji górskiej
  - 1. miejsce na 1. etapie

2014
- 3. miejsce w Liège–Bastogne–Liège U23

2015
- 3. miejsce w Liège–Bastogne–Liège U23

2016
- 1. miejsce w Trofeo Piva
- 1. miejsce w klasyfikacji młodzieżowej Tour of the Gila
- 2. miejsce w Course de la Paix U23
- 2. miejsce w Tour de Savoie Mont-Blanc
  - 1. miejsce 5. etapie

2018
- 1. miejsce na 3. etapie Critérium du Dauphiné (jazda druż. na czas)

2019
- 2. miejsce w Tour of the Alps
  - 1. miejsce na 1. i 4. etapie

2020
- 3. miejsce w Volta a la Comunitat Valenciana
- 1. miejsce w Giro d’Italia
  - 1. miejsce w klasyfikacji młodzieżowej
  - 1. miejsce na 15. i 20. etapie

2023
- 3. miejsce w Volta a la Comunitat Valenciana
  - 1. miejsce na 4. etapie
- 3. miejsce w Tirreno-Adriático
- 1. miejsce w Tour of the Alps
  - 1. miejsce w klasyfikacji punktowej
  - 1. miejsce na 1. i 2. etapie

## Rankingi
| Rok              | 2014 | 2015 | 2016 | 2017 | 2018 | 2019 | 2020 | 2021 | 2022 | 2023 | 2024 |
| ---------------- | ---- | ---- | ---- | ---- | ---- | ---- | ---- | ---- | ---- | ---- | ---- |
| UCI World Tour   |      |      | -    | 169. | 132. |      |      |      |      |      |      |
| World Ranking    |      |      | 256. | 276. | 273. | 123. | 17.  | 333. | 230. | 74.  | 499. |
| UCI Europe Tour  | 524. | 518. | 174. | 264. | 499. | 102. | 15.  | 281. | 189. | 62.  | -    |
| UCI America Tour | -    | 99.  | 67.  | -    | -    |      |      |      |      |      |      |
|                  |      |      |      |      |      |      |      |      |      |      |      |
| Źródło: UCI      |      |      |      |      |      |      |      |      |      |      |      |